# التعليم في زيمبابوي

## تاريخ التعليم في زيمبابوي

### فترة حكومة الاستعمار حتى عام 1980
وصلت الشركة البريطانية-إلى جنوب أفريقية عام 1890 إلى روديسا (زيمبابوي) ومالاوي وزامبيا. وقد أسست إدارة الشركة في روديسا مدارس التبشير المسيحية لخدمة المجتمع المحلي. وقد ركزت مدارس التبشير في تعليمها للسكان الاصليين على الإنتاج الزراعي والتطوير الصناعي وخاصة البناء والنجارة. وقد ادعى ن.ج. اتكنسون أن الشركة في سبيل السيطرة على السكان المحليين قامت بتحديد ومراقبة التعليم في المدارس. بل انه قال بان التعليم المتمحور حول اوروبا كان تعليميا ممنهج يكرس أفضلية الجنس الأبيض رغم انهم كانوا اقلية. وقد عملت المدارس التبشيرية على تكريس الظلم الاجتماعي والاقتصادي للسكان الاصليين من خلال منعهم من تولي مناصب ذات دخل عالي أو ذات سلطة. وقد اكد روجر ماباكو ان فرص التعليم التي كانت للافارقة لم تقدم لهم مهارات اكاديمية وذلك لتدعيم استغلال العمال والعبودية. هذا ادى إلى بقاء الافارقة تابعين للمستعمر الأبيض وهذا ادى إلى تقدم بريطانيا سياسيا واقتصاديا.
وقد حظي الأوروبيون بشكل غير عادل على الدعم التعليمي أكثر من الغالبية العظمى من الطلاب الافارقة، حيث كانت المدارس التي تقدم تعليما مميزا تقبل طلابها بحسب الجنس والعرق. وكانت مدارس الفصل العرقي في زيمبابوي تشكل فقط 1% في عام 1970 الا انها كانت تحصل على ما نسبته 99% من الإنفاق الحكومي على التعليم. وكذلك كان الإنفاق على المدارس الثانوية يركز على الاوروبيين دون الافارقة. ففي عام 1970، فقط 43.5% من الأطفال الافارقة كانوا يرتادون المدارس بينما 3.9% فقط من هؤلاء الأطفال ارتادوا المدارس الثانوية.
في عام 1979 دعت حكومة جديدة في زيمبابوي إلى اصلاح تعليمي يؤدي إلى إنتاج نظامي تعليمي مكون من ثلاث مراحل. فقد نظم قانون التعليم لعام 1979 الالتحاق بالمدارس اعتمادا على مكان الإقامة. قبل هذا النظام كانت المدارس مقسمة بين الاوروربيين والافارقة. وبعد تطبيق النظام الجديد تم تقسيم المدارس إلى: مدارس حكومية، مدارس أهلية، ومدارس خاصة. وقد تم تقسيم المدارس الحكومية إلى ثلاث مجموعات: ا، ب، ج. تاريخيا كان الطلاب البيض يرتادون مدارس ا التي كانت تحتوي على معلمين مؤهلين وتقدم تعليم مميز. وكانت تلك المدارس تقع في احياء البيض التي يمنع على الافارقة السكن فيها وكانت تشجع الفصل العنصري على أساس العرق والجنس. اما مدارس المجموعة ب، فكانت تتطلب دفع رسوم منخفضة ومدارس المجموعة ج كانت لا تتطلب دفع أي رسوم. وتلك المدارس كانت متاحة فقط للافارقة. وكانت تلك المدارس تحظى بدعم مالي اقل ومصادر اقل ومدرسين اقل تاهيلا مقارنة بمدارس ا.

## الإصلاح التعليمي الوطني لعام 1980
ان حرب العصابات التي امتدت من 1964 إلى 1979 ولمدة 15 سنة أدت إلى انتقال السيادة من البريطانيين عام 1980. حيث فاز حزب زانو وهو حزب الاتحاد الوطني الأفريقي الزيمباويي في الانتخابات في عام 1980 وسيطرت على حكومة روديسيا. وقد اقر حزب زانو التعليم المجاني والإلزامي الابتدائي والثانوي على جميع أطفال زيمبابوي. ودعم الدستور اتجاهات الحزب حيث أن التعليم في الدستور من الحقوق البشرية الأساسية. وقد تم إلغاء الرسوم الدراسية بعد الاستقلال. وقد تم انتخاب الدكتور زنجاي موتمبوكا وزيرا للتعليم لدعم الإصلاح التعليمي وابقاء الأطفال في المدارس. وقد قام بتغيير نظام التعليم حيث أصبح التركيز على تقوية ثقة الطلاب ليصبحوا مواطنيين منتجين ومخلصين. وقد خصصت الحكومة ما نسبته 17.3 % من ميزانيتها لدعم التعليم. وقد اعتبر ذلك بمثابة معجزة تعليمية كما وصفها العالم كليتون ماكنيزي. ففي نهاية المطاف، فان الإصلاح التعليمي في زيمبابوي ركز على العدالة في التعليم من خلال تقديم التعليم لكل الأطفال.

### فترة 1980-1990
منذ الاستقلال عملت الحكومة على توفير التعليم المجاني والعادل للجميع من خلال التوسع في المصادر التعليمية لمواكبة الطلب المتزايد. ففي خلال عام واحد فقط، ضاعف النظام التعليمي عدد الطلاب الملتحقين بالتعليم الأساسي والثانوي من 885 الف طالب إلى حوالي مليون و 310 الف طالب. الا ان الزيادات المضاعفة لاعداد الطلاب اظهرت الحاجة إلى المزيد من البنية التحتية والمعلمين.
فالحاجة للمعلمين كانت ملحة مباشرة بعد الاستقلال. وفي منتصف الثمانينات من القرن الماضي، لجا الألف الأطفال من موزنبيق إلى زيمبابوي مما ضاعف عدد الطلاب الذين يرتادون المدارس الحكومية وزادت الحاجة للمعلمين. لذلك جلبت الحكومة مدرسين من أستراليا وبريطانيا وكندا لسد العجز ولفترة محدودة. وقد وسعت المدارس من قدراتها البشرية لخدمة أكبر قدر ممكن من الطلاب من خلال تطبيق نظام الدوامين. وهو نظام يقوم على تقديم التعليم في الفترة الصباحية لمجموعة من الطلاب وتقديم التعليم لمجموعة أخرى في الفترة المسائية. الا ان هذا النظام لم يسد الطلب المتزايد على المعلمين، فعمدت الحكومة على تدريب المعلمين. ففي عام 1986 تم تدريب 6000 معلم لسد الاحتياج.
كما أن المجالس المحلية انشئت بنية تحتية للتعليم. فعلى سبيل المثال، فان المدارس الأساسية زادت بنسبة 73.3 % ونمت المدارس الثانوية بنسبة 537.8%. وعلى الرغم من كل التحديات التي نتجت عن الطلب الكبير على التعليم، فان زيمبابوي حققت تعليما أساسيا عالميا في نهاية الثمانينات. وبحلول التسعينات، فان التعليم الأساسي أصبح عالميا ونصف السكان أكملوا تعليمهم الثانوي.

### من 2000 إلى الآن
اقرت اليونيسف بان نظام التعليم في زيمبابوي هو الأكثر تطورا في القارة على الرغم من انخفاض الدعم الحكومي للتعليم بسبب التضخم المفرط في زمبابوي وسوء الإدارة الاقتصادية. حيث أن الناتج المحلي الإجمالي انخفض بنسبة 40% ما بين عامي 2000 و 2008 وهذا ادى إلى مرحلة انكماش اقتصادي في العقد الأول من القرن 21. كما أن الإنفاق على الصحة والتعليم انخفض تقريبا إلى النصف.
وفي نهاية عام 2008 اقفلت كثير من المدارس والمستشفيات ابوابها بسبب ترك آلاف المعلمين لعملهم والازمة الاقتصادية وانتشار الايدز وو انتشار الكوليرا مما ادى إلى وباء وطني. وقد اكدت اليونيسف بان 94% من المدارس الريفية والتي تقدم التعليم لمعظم الطلاب قد اقفلت ابوابها في عام 2009. وخلال تلك الفترة، اكدت اليونيسف بان نسبة ارتياد المدارس هبطت من 80% إلى 20%. وقد استعاد الاقتصاد عافيته بعد عام 2009 عندما تم تشكيل حكومة الوحدة الوطنية. وهذا الحكومة الوطنية تم تشكيلها لحل التحديات. وقد قامت هذا الحكومة بوقف التداول بالعملة المحلية والتعامل بالدولار وتخفيض التضخم وزيادة الإنفاق في الجوانب الاجتماعية.
و قد أدت جهود زيمبابوي في نشر التعليم خلال 25 عام إلى إنجازات وطنية منها أعلى نسبة تعليم في أفريقيا والتي وصلت إلى نسبة 91% في الاعمار ما بين 15 إلى 24 عام. وفي عام 2014، بلغ عدد الطلاب في التعليم الأساسي والثانوي إلى 3 ملايين و 120 الف طالب.

## مراحل التعليم
قائمة المدارس المبكرة والابتدائية والثانوية وما بعد الثانوية متوفرة في دليل مدارس زيمبابوي على الإنترنت.

### التعليم المبكر
يقوم نظام تطوير الطفولة المبكرة المندرج تحت وزارة التعليم الابتدائي والثانوي بالاشراف على مرحلة ما قبل المدرسة. ومن خلال هذا النظام يقدم تعليم الطفولة المبكرة للاطفال ما بين 3 إلى 5 سنوات. وبحسب الامم المتحدة وجمعية جنوب وشرق أفريقيا لمراقبة جودة التعليم، فان زيمبابوي تعد رائدة في تطوير تعليم الطفولة المبكرة من خلال تقديم هذا التعليم في المدارس الابتدائية. وهذه البرامج متوفر تقريبا في كل المناطق المدنية وهي مملوكة من قبل الحكومة أو مؤسسات أو افراد. وفي الواقع فان ما نسبته 98% من المدارس الابتدائية تحتوي على مراكز تطوير الطفولة المبكرة من عمر 4 إلى 5 سنوات وان ما نسبته 60% من المدارس الابتدائية تحتوي على مراكز تطوير الطفولة المبكرة من عمر 3 إلى 4 سنوات بوجود معلمين مؤهلين.

### التعليم الاساسي
يفرض نظام التعليم في زيمبابوي دراسة مرحلة أساسية مكونة من 7 سنوات من الصف الأول إلى الصف السابع. حيث أن المدارس الأساسية في المدن تدرس باللغة الإنجليزية، بينما تدرس المدارس الريفية باللغة المحلية وخاصة شونا وندبلي ثم يتم الانتقال إلى اللغة الإنجليزية في الصف الثالث. وتبلغ نسبة عدد الطلاب من 30 إلى 50 طالب لكل معلم وهذا النسبة متغيرة بحسب الموقع والوضع الاقتصادي للدولة والميزانية السنوية المخصصة للتعليم. ويحتوي منهاج المدارس الأساسية على اللغة والفن والرياضيات. وبحسب دورية رقم 12 لسكريتارية سياسة التعليم فان الحد الأدنى لمخرجات التعليم الأساسي في نهاية التعليم الأساسي هو القدرة على الكتابة والقراءة واستخدام الأرقام.
و في نهاية الصف السابع، يخضع جميع الطلبة لامتحان وطني يشتمل على الرياضيات واللغة الإنجليزية شونا أو ندبليو ورقة عامة تحتوي على العلوم الاجتماعية والعلوم البيئية والعلوم الدينية. ويحدد هذا الامتحان نوع التعليم الثانوي الذي سوف يدخله الطالب وحسب معايير المدرسة. ففي العادة تطلب المدارس الخاصة والمدارس الدينية مستوى معين للقبول، على عكس المدارس الريفية التي تقبل الطلاب دون النظر إلى تحصيلهم في الامتحان الوطني.

### التعليم الثانوي
التعليم الثانوي ليس مدعوما من قبل الحكومة ويمكن للطلاب الالتحاق بمدارس داخلية خاصة أو مدارس داخلية حكومية أو مدارس نهارية وكلها تستلزم دفع رسوم دراسية. ويكون التعليم الثانوي من نظامين: شهادة التعليم العام أو النظام العادي وهو يتكون من 4 سنوات، وشهادة التعليم العام المتقدم أو المستوى المتقدم وهو مكون من سنتين وهذا النظام مستوحى من نظام التعليم البريطاني.
و يحصل الطلاب على مواد الرياضيات واللغة الإنجليزية والعلوم وشونا أو ندبلي والتاريخ والجغرافيا. ويتم الحصول على شهادة التعليم العادي بعد 4 سنوات في الصف 11 ويجب على الطالب اجتياز 5 مواد على الأقل ومن ضمنها العلوم واللغة الإنجليزية والرياضيات والتاريخ ومادة عملية مثل الأعمال الخشبية أو الزراعة. ويتم تصنيف النتيجة بحسب نظام الحروف.
وللطالب بعد ذلك خيار الالتحاق بالتعليم الثانوي مستوى أ أو الالتحاق كليات المعلمين أو الكليات التقنية أو الزراعية أو كليات التمريض. فاذا اختار الطالب الالتحاق بمدارس المستوى ا فيجب عليه أخذ امتحان شهادة التعليم المتقدم بعد 6 سنوات من التعليم الثانوي وتحت اشراف مجلس زيمبابوي للامتحانات المدرسية. وهو متطلب لدخول ا لجامعات في زيمبابوي.

### التعليم ما بعد الثانوي
ان التعليم ما بعد الثانوي يقع تحت مسؤولية وزارة التعليم العالي والتي تشمل الجامعات والكليات الللتقنيو وكليات اعداد المعلمين وكل مراكز التدريب المهني. وقد بدا التعليم ما بعد الثانوي في زيمبابوي عام 1957 عن طريق جامعة روديسيا ونيزالاند والمعروفة الآن باسم جامعة زيمبابوي. وبعد الاستقلال عام 1980 تم زيادة القبول في جامعة زيمبابوي من 2240 طالب إلى 9017 في عام 1990. وقد تم تاسيس المجلس الوطني للتعليم العالي في عام 1990 وذلك لضمان جودة التعليم العالي. وبسبب ازدياد الطلب على التعليم العالي في العقود الأخيرة، ادى إلى ازدياد عدد المؤسسات التعليمية. فعلى سبيل المثال تم إنشاء 8 جامعات ما بين عامي 1999 و 2005. وفي عام 2006 تم إنشاء مجلس زيمبابوي للتعليم العالي لقياس الجودة واعتماد الجامعات. وبلغ عدد الجامعات عام 2012 في زيمبابوي 15 جامعة- 9 حكومية و 6 خاصة. كما يوجد 15 كلية للمعلمين و 8 كلية تقنية وكليتين للتدريب الصناعي.

## العوامل المؤثرة على التعليم في زيمبابوي

### الطلاب ذوي الاحتياجات الخاصة
تشير التقديرات إلى ان ما يقارب 300 الف طفل في زيمبابوي لديهم اعاقة. وهناك تركيز على المدارس التي تضم طلاب معاقين لتقديم تعليم مميز لهؤلاء الطلاب الذين لديهم اعاقة حركية أو عقلية. فتلك المدارس المتخصصة تمتاز بإلغاء كل ما يعيق الطلاب عن ارتياد الأماكن التقليدية (مدارس، منازل، مجتمعات محلية، أماكن عمل)، وتمتاز أيضا بوفرة المصادر لدعم التعلم. فقوانين عدم التمييز مثل قانون التعليم لعام 1996 وقانون الأشخاص المعاقين لعام 1996 أيضا، لم تشجع المدارس المختصة بالمعاقين في زيمبابوي ولم تحمي الطلاب الذين يعانون من اعاقة من التمييز في المدارس الثانوية.
فمعظم المدارس تضع الطلاب المعاقين في فصول مع باقي الطلاب وتدرسهم نفس المناهج دون توثيق بان لديهم اعاقة. وكما أن المعلمين والمدارس ليس مهيئة لتعليم هؤلاء الطلاب. وهذا ادى لترك معظمهم المدارس من الصف الثالث. وتجتهد بعض المدارس في إيجاد بعض الطرق للتعامل مع الطلاب المعاقين، مع غياب تطبيق سياسو موحدة في هذا المجال وخاصة في المناطق الريفية. ويقول الباحث ريجس تيريشي بان التعليم المخصص للطلاب المعاقين بحاجة لتشريع ودعم سياسي، كما اننا بحاجة إلى تدريب المعلمين على هذا النوع من التعليم وبحاجة أيضا لحملات لتوعية الناس بكيفية التعامل مع تلك الفئة من المجتمع. وقد وسعت الحكومة موخرا الخدمات النفسية في المدارس ووحدة الاحتياجات الخاصة وذلك لتقديم خدمة أفضل للطلاب الذين يعانون من اعاقة.